# Есторф (Везер)
Есторф (њем. Estorf) општина је у њемачкој савезној држави Доња Саксонија. Једно је од 36 општинских средишта округа Нинбург (Везер). Према процјени из 2010. у општини је живјело 1.753 становника. Посједује регионалну шифру (AGS) 3256006.

## Географски и демографски подаци
Есторф се налази у савезној држави Доња Саксонија у округу Нинбург (Везер). Општина се налази на надморској висини од 31 метра. Површина општине износи 19,8 km². У самом мјесту је, према процјени из 2010. године, живјело 1.753 становника. Просјечна густина становништва износи 89 становника/km².